# Jeu vidéo en Corée du Nord

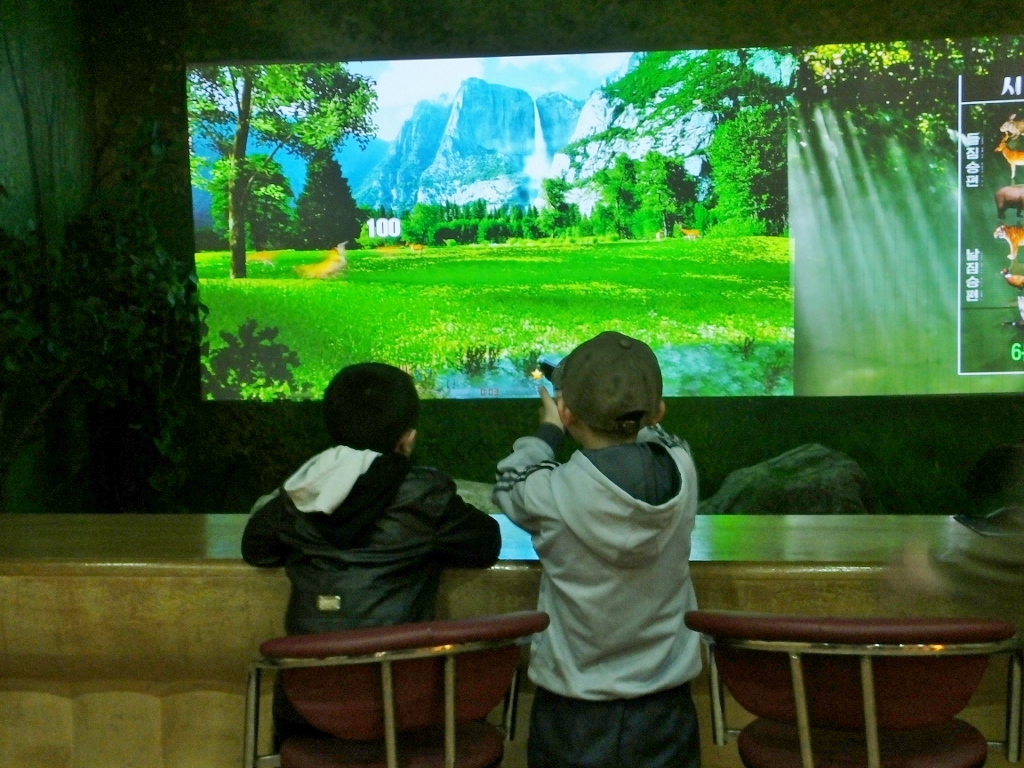
Enfants jouant à un jeu de tir au pistolet optique en Corée du Nord.

La Corée du Nord possède une industrie du jeu vidéo en plein développement. Les Nord-Coréens jouent sur téléphones mobiles, ordinateurs, consoles de salon, et dans des salles d’arcade. Le pays développe ses propres jeux vidéo, bien que des jeux étrangers soient aussi populaires auprès des jeunes, notamment via les jangmadang, marchés noirs nord-coréens.
Les jeux vidéo sont apparus dans les années 1990 via les salles d’arcade, avec des bornes étrangères accessibles dans des lieux comme le Pyongyang Gold Lane ou le parc de loisirs populaire de Rungra (en). Dans les années 2010, un jeu mobile de puzzle nommé 힘 (Force) a rencontré un grand succès, entraînant un essor de l’industrie vidéoludique nationale. On compte aujourd’hui plus de 250 jeux mobiles en Corée du Nord. Les jeux sur ordinateur sont également populaires, souvent partagés illégalement via des clés USB. Des consoles étrangères telles que celles de Nintendo, Sony ou Subor (en) sont aussi présentes dans le pays.

## Salles d’arcade

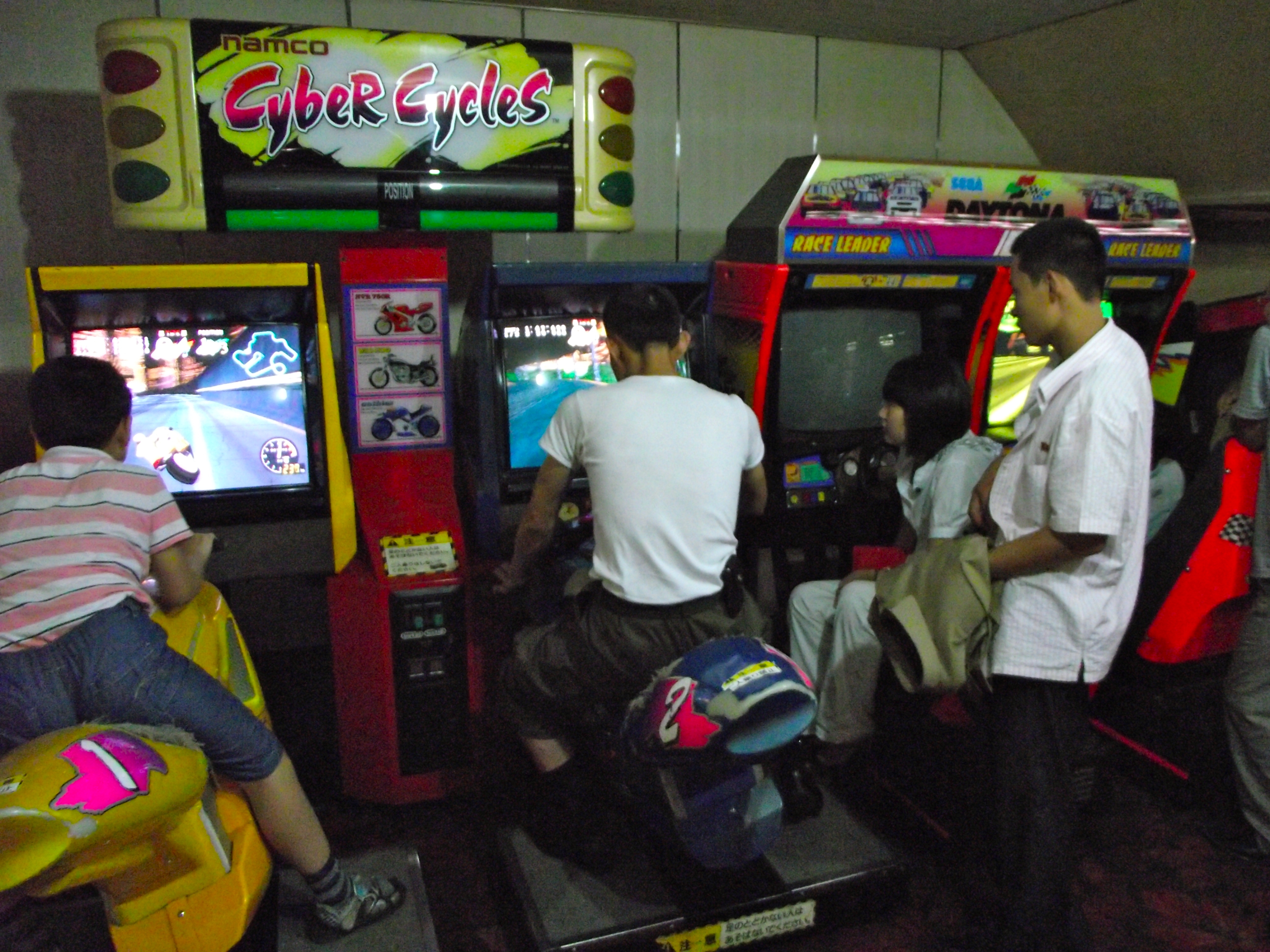
Borne Cyber Cycles au bowling de Pyongyang Gold Lane.

Les salles d'arcade furent le premier mode d’accès massif aux jeux vidéo en Corée du Nord, dès le début des années 1990. Les genres populaires incluent les jeux de tir au pistolet optique, les flippers, et les jeux en réalité virtuelle. Le Pyongyang Gold Lane propose des bornes étrangères comme Daytona USA, tandis que le parc de Rungra propose des jeux tels que Monaco GP ou Let's Go Jungle!: Lost on the Island of Spice,.

## Jeux mobiles

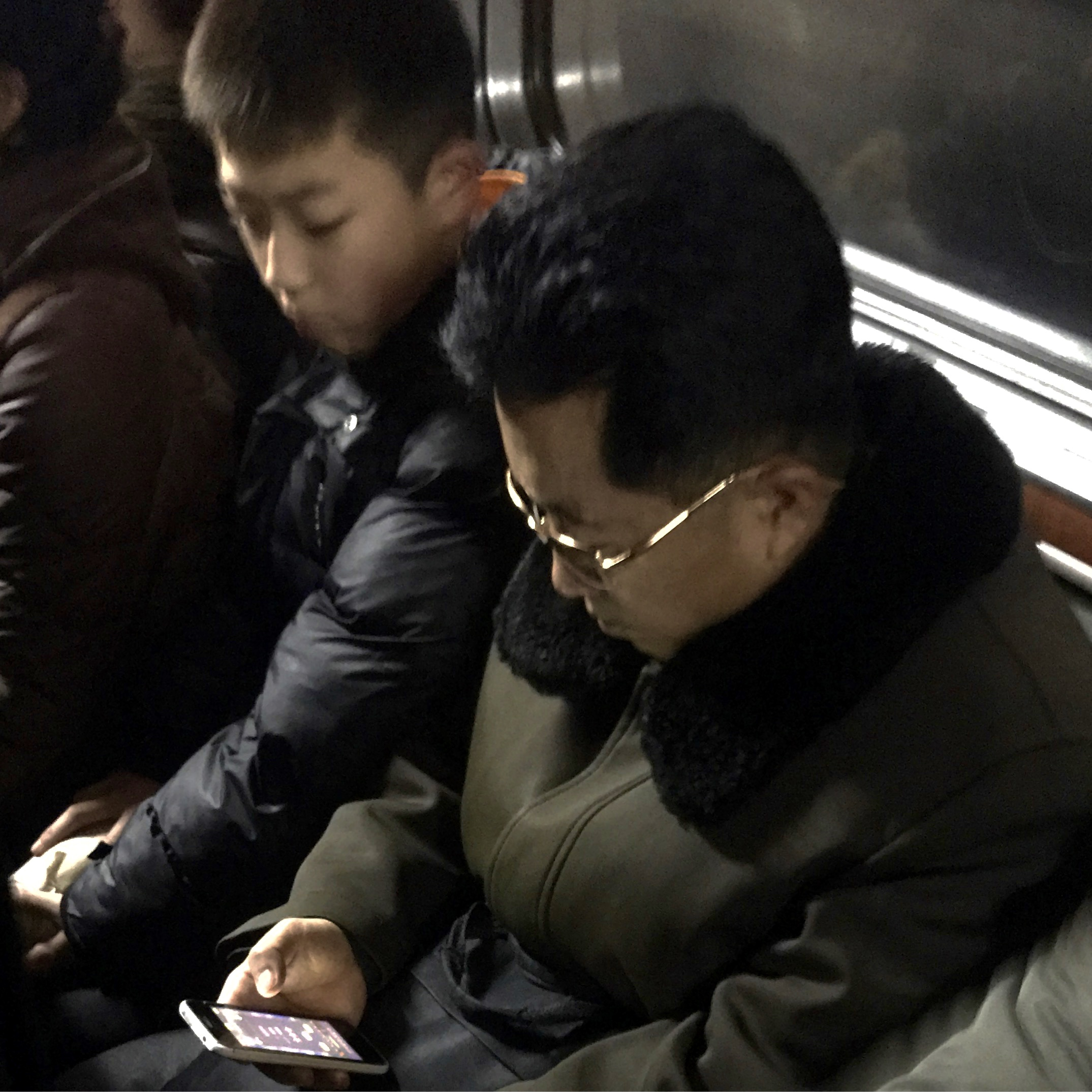
Un homme jouant sur son téléphone dans le métro de Pyongyang.

Les jeux mobiles sont très populaires, en particulier à Pyongyang où une majorité de personnes possèdent un smartphone. En 2021, l’Institut coréen pour l’unification nationale a estimé que 23 % de la population nord-coréenne possédait un téléphone mobile.
Les smartphones accèdent au réseau intranet Kwangmyong, et non à Internet, et fonctionnent avec une version modifiée d’Android qui limite les contenus autorisés.
En 2014, le jeu-questionnaire 힘 développé à l’université Kim Il Sung aurait vendu 1 million d’exemplaires. En 2022, l’association nord-coréenne de recherche sur les TIC (coréen : 북한ICT연구회) a estimé à 250 le nombre de jeux disponibles dans l’App Market « Naeui Gildongmu 4.3 » (coréen : 나의길동무 4.3).
Certains jeux sont des copies de titres étrangers comme Clash of Clans, Angry Birds ou Bejeweled ; d'autres sont produits localement comme Imjin Fatherland War 1.0 (coréen : 임진조국전쟁 1.0), Tiger Special Forces (coréen : 호랑이 특전대), ou les jeux éducatifs Mysterious Dice (coréen : 신비한 주사위) et School Trip (coréen : 수학여행).
Le studio Nosotek (en), financé par l’Occident, a produit des jeux mobiles basés sur des films comme The Big Lebowski ou Men in Black, publiés en Occident par News Corp,.
Le gouvernement a diffusé des courts-métrages de propagande dénonçant les addictions aux jeux vidéo ou l’usage excessif du smartphone.

## Jeux sur PC
Selon une enquête menée en 2018 par l'UNICEF auprès de 8 500 foyers nord-coréens, 18,7 % d'entre eux possédaient un ordinateur, mais seulement 1,4 % avaient accès à l'intranet nord-coréen. Des jeux vidéo étrangers obtenus illégalement sont populaires parmi les jeunes urbains, souvent partagés via des clés USB.
Un Nord-Coréen ayant fait défection en 2019 a déclaré que la police ne considérait pas les jeux vidéo étrangers comme une infraction aussi grave que les vidéos ou la musique étrangères. Il affirmait qu'en cas d'arrestation, un pot-de-vin suffisait généralement à éviter des sanctions sévères.
Le jeu le plus populaire est Counter-Strike, souvent joué contre des bots en raison de l'absence d'accès Internet. D'autres titres populaires incluent Grand Theft Auto V, FIFA Online, Command & Conquer : Alerte rouge, Age of Empires, DotA et SimCity.
Faute d'accès aux ordinateurs personnels, les cafés informatiques étaient populaires à Pyongyang à la fin des années 1990. Leur ouverture officielle a commencé à être autorisée à partir du 1er juillet 2002. L’un de ces cafés, à Chongjin en 2005, facturait 20 000 wons nord-coréens par mois (contre un salaire moyen de 2 500 wons). Il offrait un accès à l’intranet national et à des jeux nord-coréens ou chinois.
Depuis 2013, la plateforme Steam n’a enregistré qu’un seul point de trafic depuis la Corée du Nord. Selon PC Gamer, ce serait « l’unique utilisateur Steam nord-coréen ».
En 2012, l’entreprise Nosotek a été chargée par Koryo Tours (en) de développer Pyongyang Racer (en), un jeu de course en ligne à destination des touristes occidentaux,.
Hunting Yankee est un jeu de tir à la première personne nord-coréen dans lequel le joueur affronte des soldats américains,,.
En 2025, le gouvernement nord-coréen a lancé un centre de jeux sur ordinateur d'une capacité de 300 postes,.

## Consoles de salon

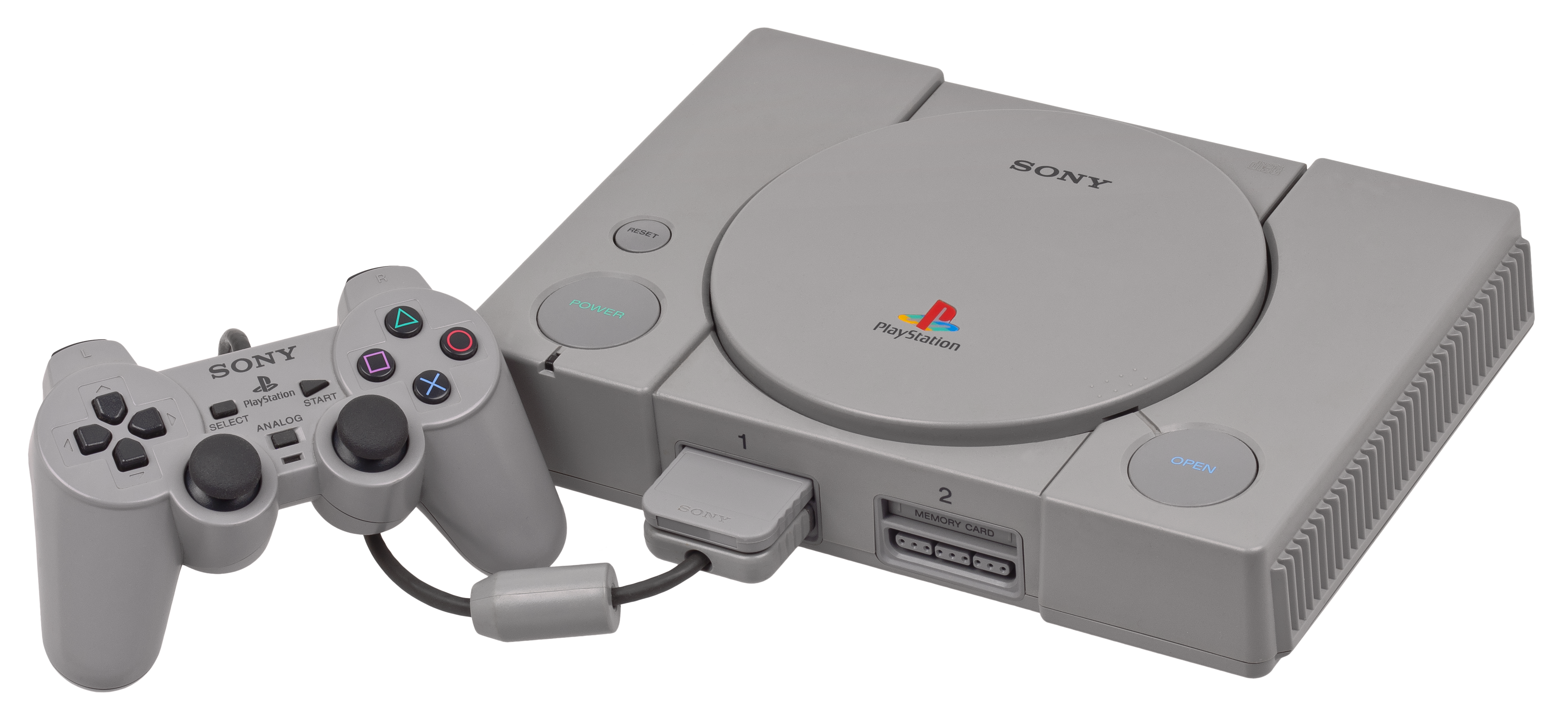
La PlayStation était disponible en Corée du Nord dans les années 1990, et aurait été utilisée par Kim Jong Un durant son enfance.

Dès les années 1990, des consoles de jeux étrangères telles que la Famicom ou la PlayStation ont circulé dans le pays, ramenées par des Nord-Coréens voyageant à l'étranger, ou envoyées comme cadeaux par des Coréens du Japon. Bien qu'elles aient été vendues dans certains magasins d'État, leur coût était prohibitif pour la majorité de la population.
Dans les années 1990, des jeux piratés pour consoles étaient joués dans des centres de jeu improvisés installés chez des particuliers, à l'abri des regards officiels.
D'après des témoignages recueillis par la journaliste Anna Fifield (en), Kim Jong Un aurait joué à des jeux de sport sur PlayStation, notamment autour du basketball, lorsqu’il vivait en Suisse.
La console Moranbong, commercialisée en Corée du Nord depuis 2019, est une version localisée de la Subor G80 chinoise. Fonctionnant sous Android, elle combine une manette à détection de mouvement à la façon de la Wii et une caméra semblable au Kinect. Elle est livrée avec des jeux de sport, de tir, d’éducation et de remise en forme.